# Дуба (Сливно)
42°58′ пн. ш. 17°29′ сх. д. / 42.97° пн. ш. 17.49° сх. д.
Дуба (хорв. Duba) — населений пункт у Хорватії, у Дубровницько-Неретванській жупанії у складі громади Сливно.

## Населення
Населення за даними перепису 2011 року становило 4 осіб.
Динаміка чисельності населення поселення: